# Pagodenspeicher

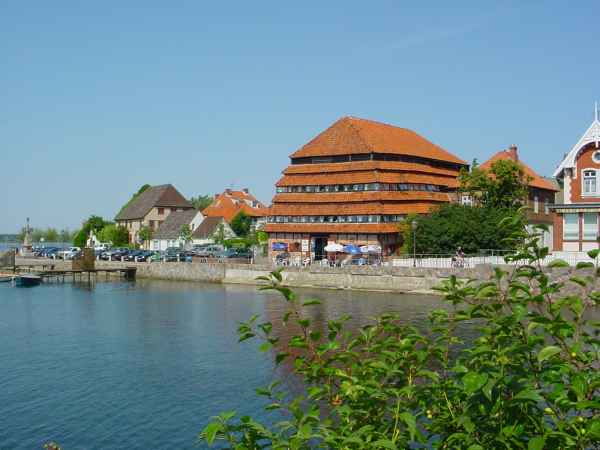
Der Pagodenspeicher (in Neustadt in Holstein)

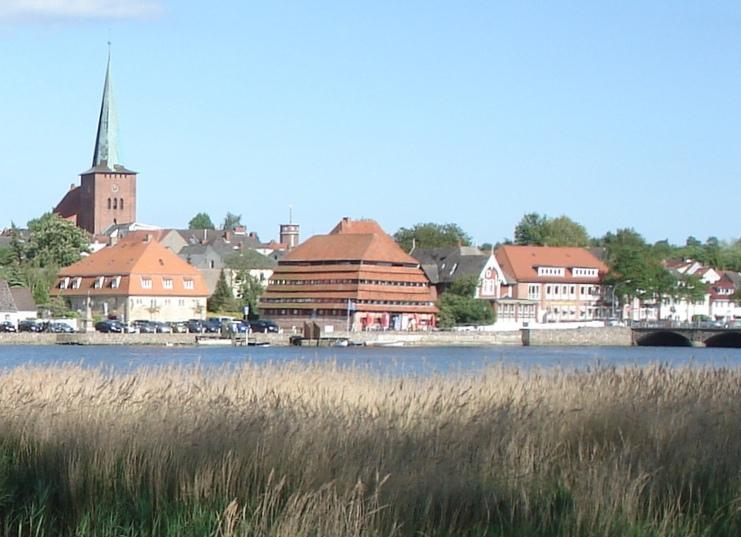
Blick auf Neustadt in Holstein mit der Neustädter Stadtkirche und dem Pagodenspeicher

Der Pagodenspeicher ist ein ehemaliger Getreidespeicher in Neustadt in Holstein im Kreis Ostholstein in Schleswig-Holstein.
Seinen Namen erhielt das Gebäude, weil seine Form an eine fernöstliche Pagode erinnert. Der Speicher ist neben dem Kremper Tor Wahrzeichen der Stadt Neustadt in Holstein. Der Speicher wurde am Neustädter Binnenwasser errichtet und befindet sich neben der Brücke, die die Verbindung zum Hafen und der Ostsee überspannt.

## Gebäude
Der Pagodenspeicher ist ein rechteckiges eingeschossiges Fachwerkgebäude aus rotem Backstein auf einer Grundfläche von etwa 20 mal 14 Metern. Es wurde auf einem Fundament aus behauenen Findlingen errichtet. Der Speicher hat ein mit roten Dachziegeln gedecktes Walmdach, das durch drei Reihen von umlaufenden Dachluken und zwei weitere Absätze gegliedert wird. Das Dach übertrifft das Erdgeschoss um mehr als das Doppelte an Höhe. Die Dachluken öffnen sich zu den dahinterliegenden Dachböden, die als Trockenböden für Getreide dienten. Bei Bedarf konnten sie geöffnet werden.

## Geschichte
Der Speicher wurde 1830 im Auftrag des Neustädter Kaufmanns Adam Jansen von dem Zimmermann Carl Friedrich Trahn (1806–1888) errichtet. Jansen wünschte einen Speicher mit möglichst guten Möglichkeiten, Getreide vor dessen Verschiffung zu trocknen. Der von Carl Friedrich Trahn angefertigte Entwurf des Gebäudes überzeugte Adam Jansen. Er beauftragte Trahn mit dem Bau, was bei den ortsansässigen Zimmermeistern auf erhebliche Missbilligung stieß, weil Trahn noch kein Meister war.
Der Pagodenspeicher wurde 1972 als Kulturdenkmal von besonderer Bedeutung unter Denkmalschutz gestellt. 1991 wurde der Pagodenspeicher umfassend saniert. Er wird seitdem als Büro- und Geschäftsgebäude genutzt.